# Vercingétorix (película)
Vercingétorix  (en español Druidas (España) o Leyenda de libertad (México)) es una película histórica de 2001 dirigida por Jacques Dorfmann y protagonizada por Christopher Lambert, Klaus Maria Brandauer y Max von Sydow.

## Argumento
Vercingétorix contempló como niño cómo su padre fue traicionado por su pueblo y asesinado. Por ello tiene ahora deseos de venganza al respecto. Es educado por los druidas en el arte de la guerra, los cuales le dicen que el reponsable de todo son los romanos y que tiene que liberar a los galos de ellos para conseguir justicia al respecto. Una vez mayor, Vercingétorix, para recuperar su patria, hace una alianza con el amoral Julio César, con la que consigue su propósito. 
Pronto se da cuenta de que los druidas tienen razón al respecto, cuando descubre que quien ha puesto a los distintos pueblos galos en contra ha sido Julio César, general romano, el cual tiene ahora planes para conquistar la Galia aprovechándose de lo que creó como parte de un plan mayor de ser emperador en Roma. Elegido caudillo de los arvernos, la fuerza de Vercingetorix se propaga por toda la Galia. 
Así, acompañado de su gran amor, Epona, y de sus consejeros, los druidas Gutuart y Rhia, intentará vencer a los romanos con el propósito de echarlos de toda Galia. Consigue al principio victorias al respecto como en la batalla de Gergovia en 52 a. C., que lo convierten en rey de toda Galia. Sin embargo César, que mostró una tremenda capacidad de violencia al arrasar la ciudad de Avaricum como parte de su primer intento de vencerlo que le salió mal, reacciona, soborna a los teutones, que actuaban desde más allá del Rin para que ataquen la Galia y consigue arrinconar así a Vercingétorix en Alesia.
Allí, en la decisiva batalla de Alesia del 51 a. C., Vercingétorix es derrotado por Julio César a causa de la falta de unión de los galos, que él sabe utilizar de forma maestra. Finalmente tiene que rendirse ante César. En el 46 a. C. fue ejecutado por orden de César. Falló contra los romanos, los cuales consiguieron sus propósitos, pero entró en la historia como el primero que consiguió unir a los pueblos galos, que todavía viven en el recuerdo de los franceses. César no se volvió emperador, ya que fue asesinado por su fiel Bruto en el 44 a. C. por su violencia y ambición que mostró en la Galia durante su conquista.

## Reparto
| Actor                    | Peronaje      |
| ------------------------ | ------------- |
| Christopher Lambert      | Vercingétorix |
| Klaus Maria Brandauer    | Julio César   |
| Max von Sydow            | Guttuart      |
| Inés Sastre              | Epona         |
| Denis Charvet            | Cassivelaun   |
| Bernard-Pierre Donnadieu | Dumnorix      |
| Maria Kavardjikova       | Rhia          |

## Producción
La película contó con un gran presupuesto y fue rodada en Bulgaria.

## Recepción
La obra cinematográfica fracasó tanto en la taquilla como en la crítica.
Hoy en día la película ha sido valorada en el Internet en el portal cinematográfico IMDb. Con 5.339 votos registrados al respecto, la obra cinematográfica obtiene en ese portal una media ponderada de 2,7 sobre 10. En cuanto a Rotten Tomatoes, los más de 1000 votos registrados en el portal dieron al filme una valoración media de 1,7 de 5. También cabe destacar, que en La Vanguardia solo el 31 % de los usuarios registrados allí le dieron una valoración positiva.